# Битва при Хариме
Би́тва при Хари́ме — сражение между армией сирийского атабека Нур ад-Дина и крестоносцами графства Триполи и княжества Антиохии. Состоялось 12 августа 1164 года и закончилось полным разгромом крестоносцев и пленением их лидеров.

## Предпосылки
В 1163 году король Иерусалима Амори I из-за беспорядков в Каире был вынужден отправиться с военным походом в Египет, в результате чего восточные владения крестоносцев оказались незащищёнными. Этим не преминул воспользовался Нур ад-Дин Махмуд, правитель Алеппо. Сначала он вторгся в графство Триполи, но едва не погиб в битве при Аль-Букайе, во время неожиданного нападения тамплиеров и отвёл армию на север к Антиохии, где в 1164 году при поддержке брата — правителя Мосула Гази Саифа ад-Дина — и своих вассалов из Дамаска и Алеппо осадил Харим, «воздвиг осадные машины и начал наступление на крепость».
Рейно де Сен-Валери, правитель Харима, позвал на помощь, и Раймунд III, граф Триполи, Боэмунд III, князь Антиохии и Жослен III Эдесский прибыли, чтобы снять осаду. К ним присоединились Константин Коломан, византийский губернатор Киликии и армянский царь Торос II, а также Гуго VIII де Лузиньян и Жоффруа Мартелл, брат Гильома VI Ангулемского, которые совершали паломничество в Святую землю.

## Битва
Нур ад-Дин был готов отказаться от осады, когда прибыло объединённое войско, но крестоносцы, воодушевлённые победой в битве при Аль-Букайе, «вопреки правилам воинской дисциплины... опрометчиво рассеялись и блуждали туда-сюда в поисках врага». Войска Нур ад-Дина отразили их первый натиск и начали контратаку, вынудив крестоносцев отступить в болото, где они были убиты, «как агнцы пред алтарем».
Вполне возможно, что Нур ад-Дин только симулировал отступление, чтобы завлечь крестоносцев в ловушку. Утверждение Вильгельма Тирского о том, что преследование крестоносцами противника было безрассудным шагом, является ещё одним свидетельством этого. «Только армяне Тороса, предвидевшего турецкую хитрость и не пустившегося в погоню, избежали катастрофы». Раймунд III, Боэмунд III, Жослен III, Константин Коломан и Гуго VIII де Лузиньян были захвачены в плен и заключены в тюрьму в Алеппо. Согласно Ибн аль-Асиру, было убито не менее 10 000 крестоносцев.

## Последствия
Нур ад-Дин возобновил осаду и захватил Харим несколько дней спустя. Амори I находился в Египте, и все три государства крестоносцев оставались без своих правителей, но Нур ад-Дин не решился атаковать Антиохию, опасаясь спровоцировать византийский ответ — Антиохийское княжество формально было вассалом византийцев. Критикам он заявил: «Я предпочитаю иметь соседом Боэмунда, чем короля греков!». Вскоре Нур ад-Дин захватил Баниас. Амори I покинул Египет и отправился на север вместе с Тьерри Эльзасским, чтобы помешать туркам атаковать Антиохию. Боэмунд был освобожден из плена в 1165 году, а Раймунд III оставался в тюрьме до 1173 года.